# داود صليوا
داود يوحنّا صليوا (7 نوفمبر 1852 - 4 نوفمبر 1921) صحفي ومدرس وشاعر عراقي. 

## ترجمته
من مواليد الموصل في 7 نوفمبر 1852/ 24 محرم 1269 هـ وفقد أمه طفلا. درس في مدرسة الكلدانية ثم تلقي اللغة العربية وآدابها على المطران ميخائيل نعمو ويوسف باشعالم والبطريرك عبد يشوع خياط. عيّن وهو بعد صبيّ معلماً في مدرسته ثم عين مديراً للمدرسة الكلدانية البطريركية فأمضى في تلك المهمة أربع سنوات.
```
اتقن الفرنسية والإنكليزية فضلاً عن السريانية والعربية، يعد رائداً في الصحافة بإصداره جريدة 
صدى بابل
 عام 1909 بالإشتراك مع 
يوسف غنيمة
 وشن حملاته القلمية على الاتراك وراسل كبار الكتاب في الوطن العربي 
كإبراهيم اليازجي
 
وجرجي زيدان
 ويجمع أسلوبه الصحفي بين الفكاهة والظرافة وفي شعره تقليدي وتلقائي معاً ونفي أثناء الحرب العالمية الأولى بامر من والي بغداد 
جاويد باشا
 ثم أطلق سراحه إلا أنه بقي مناهضاً للاتراك وكافح ضد الإنكليز بعد احتلالهم للعراق. ونشر عشر مقالات في الصحف العربية.
[
3
]
```

## مؤلفاته
من مؤلفاته:
- المحاق في ترجمة شهيد الإصلاح ناظم عقد العراق/ترجمة لناظم باشا والي بغداد 1913
- العقد الثمين لتحلية جيد المعربين
- نفح العرف في خلاصة الصرف
- النقاوة في علم النحو
- الدر المختار في نظم الاشعار
- رسالم علم المنطق
- مختارات صدى بابل
- الردود بقلم المعلم داود
- ديوان ابن صليوا